# 유창명
류 마사아키(일본어: 劉 昌明, 1974년 10월 2일 ~ )는 일본의 배우로, 대한민국 출신이다.